# Рубен Ван Вейк
Рубен Ван Вейк (англ. Ruben Van Wyk, нар. 16 червня 1976) — намібійський футболіст, що грав на позиції нападника.
Виступав, зокрема, за клуб «Фрі Стейт Старз», а також національну збірну Намібії.

## Клубна кар'єра
У дорослому футболі дебютував 1997 року виступами за команду клубу «Ліверпуль» (Окаханджа). 
Згодом з 1999 по 2000 рік грав у складі команд клубів «Блек Африка» та «Орландо Пайретс» (Віндгук).
У 2001 році перейшов до клубу «Фрі Стейт Старз», за який відіграв 1 сезон.  Більшість часу, проведеного у складі «Фрі Стейт Старз», був основним гравцем атакувальної ланки команди. Завершив професійну кар'єру футболіста виступами за команду «Фрі Стейт Старз» у 2002 році.

## Виступи за збірну
У 1994 році дебютував в офіційних матчах у складі національної збірної Намібії.
У складі збірної був учасником Кубка африканських націй 1998 року у Буркіна Фасо.